# Nollenhorn
Das Nollenhorn (3185 m ü. M.) ist ein Gipfel im Kamm östlich des Mattmarksees in den Walliser Alpen. Es bildet den vordersten Gipfel des beim Jazzihorn vom Hauptkamm nordwestlich abzweigenden Seitenkamms. Im selben Kamm liegt südlich des Nollenhorns das Stellihorn (3436 m ü. M.). Vom Stelli, dem nördlichen Vorgipfel des Stellihorns, ist das Nollenhorn durch den Stellipass (3038 m ü. M.) getrennt. Im Gratverlauf südlich des Stellipasses gibt es neben dem eigentlichen Gipfel des Nollenhorns weitere Nebengipfel, davon liegen P.3148 südlich und P.3151 sowie P.3098 nördlich des Hauptgipfels. Westlich des Kamms liegt das Furggtälli, dessen Talschluss der Antronapass bildet. Das Nollenhorn ist nicht vergletschert.

## Anstiege
Erreicht werden kann das Nollenhorn am einfachsten vom Mattmarksee. Es gibt verschiedene unschwierige Routen, diese sind grösstenteils weglos. Neben dem mehr oder weniger direkten Anstieg von der Staumauer des Mattmarksees gibt es eine weitere Route, die den unteren steilen Teil des Westhangs des Nollenhorns umgeht. Dabei folgt man zunächst dem Fahrweg am Ostufer des Sees entlang in südlicher Richtung und verlässt das Seeufer auf dem ins Ofental führenden Steig. Von diesem zweigt man auf einer Höhe von etwa 2380 Metern nach Norden ab und quert leicht ansteigend auf Wegspuren die Westflanke des Berges, bis nach etwa 700 Metern der Hang auf einem Grasrücken in westlicher Richtung recht leicht erstiegen werden kann. Im Wysstal wird das Gelände wieder flacher, man hält sich in nordöstlicher Richtung und erreicht das obere Rottal. Hier gibt es mehrere Möglichkeiten, die Einschartung zwischen Nollenhorn und dem südlichen Vorgipfel (P.3148) zu erreichen. Zuletzt erreicht man über den Südgrat den Gipfel des Nollenhorns.